# Luncă (formă de relief)

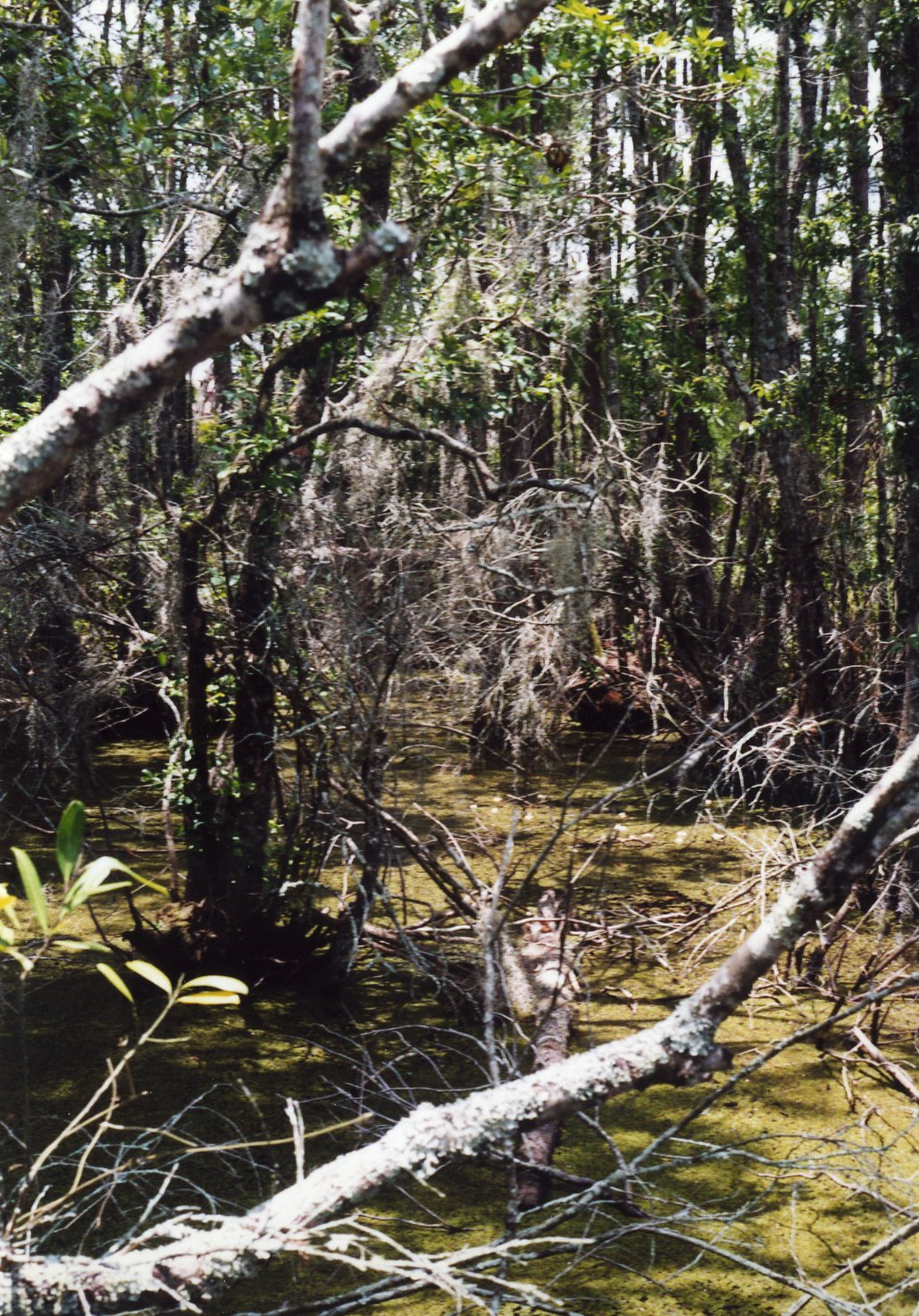
Pădure în zona de luncă inundabilă

Lunca este o fâșie de șes de-a lungul unei ape curgătoare caracterizat prin soluri aluvionare și prin vegetație specifică.
O luncă inundabilă este o regiune joasă care mărginește albia unui curs de apă (râu, fluviu). Un fenomen caracteristic luncii este revărsarea periodică a apelor, datorată fie precipitațiilor, fie topirii zăpezii. Legat de revărsarea apelor este procesul permanent de aluvionare și schimbare a microreliefului. În consecință, în luncă se formează un mare număr de biocenoze: de pădure, de pajiște, de mlaștină și acvatice, ocupând suprafețe relativ întinse.
În România, cel mai grav a fost afectată lunca inundabilă a Dunării, care în urma îndiguirilor din perioada 1961 – 1967 a scăzut ca întindere de la circa 500.000 ha la numai 100.000 ha. Pe cele peste 400.000 ha au fost desecate bălțile, a fost defrișată vegetația forestieră naturală și s-au constituit incinte îndiguite cu destinație agricolă. Un alt element cu impact major asupra luncii inundabile l-a constituit și construirea sistemului hidroenergetic de la Porțile de Fier I și II.
Efectele îndiguirii au fost dezastruoase, ducând la importante modificări ale regimului hidrologic, care în principal constau în: 
- amplificarea caracterului oscilant al nivelului apelor de inundație, respectiv de creștere a nivelurilor maxime și de coborâre a nivelurilor minime;
- scăderea duratei și a frecvenței inundațiilor la aceeași cotă a terenului;
- coborârea nivelului apelor freatice;
- slăbirea vânturilor locale umede, mai ales în zona adiacentă Dunării.
- consecințe și asupra vegetației forestiere în ceea ce privește regenerarea naturală, compoziția, răspândirea și starea de sănătate a pădurilor.

Pe plan mondial, cele mai dezastruoase efecte datorate drenării lacurilor și a zonelor umede au fost semnalate în China, de-a lungul râului Yangtze. Despădurirea bazinului și dezvoltarea urbană în luncile inundabile ale acestui râu au avut ca punct culminant inundațiile din vara anului 1998, când au murit 3000 de oameni și 14 milioane de oameni au rămas fără adăpost.